# Омер Озкан
Омер Озкан (тур. Ömer Özkan; народився у 1971 р.) — турецький пластичний хірург, професор Університету Акденіз в Анталії, очолював команду, яка провела у 2012 році першу в Туреччині повну пересадку обличчя.

## Освіта
Закінчив у 1988 році середню школу Cumhuriyet в Анкарі. Після закінчення медичного факультету Університету Хаджеттепе (тур. Hacettepe Üniversitesi) в 1995 році, він закінчив спеціалізацію з пластичної та реконструктивної хірургії у 1995 – 2001 рр. в тому ж університеті.
У 2004 році Омер Озкан працював науковим співробітником в Токійському університеті в Японії в галузі перфораційних клаптів та  мікрохірургії, а пізніше в Університеті І-Шоу в Гаосюні, Китайська Республіка (Тайвань), в галузі пластичної хірургії та хірургії кисті протягом шести місяців для кожної спеціалізації.  У 2006 році він провів три місяці в клініці Богенхаузен Мюнхенського технічного університету, Німеччина, за стипендією, наданою Європейською асоціацією пластичних хірургів (EURAPS).
Омер Озкан був призначений доцентом Інституту пластичної, реконструктивної та естетичної хірургії Університету Акденіз у 2006 році. Його наукові інтереси охоплюють естетичну хірургію обличчя та тіла, реконструкцію грудей, тканинну інженерію, реконструкцію лицьових м'язів при паралічі лицьового нерва, реконструкцію щелепи та урогенітальну хірургію.

## Досягнення
25 вересня 2010 року Джихану Топалу (29 років) пересадили дві руки 23-річного Фатіха Деміреля, який загинув у мотоциклетній аварії в Міласі, провінція Мугла. Топал втратив обидві руки нижче ліктя у 2008 році, коли кукурудзяний комбайн зачепив його верхні кінцівки.
9 серпня 2011 року Омер Озкан та його команда виконали пересадку матки 21-річній Деріє Серт, використавши орган, взятий від трупа. У неї від народження була відсутня матка. Це перша у світі операція, оскільки раніше трансплантації проводилися з використанням органів від живих донорів. Очікувалося, що в серпні 2012 року пацієнтці імплантують ембріон, який попередньо запліднили й заморозили, щоб у травні 2013 року вона народила дитину з пробірки.
21 січня 2012 року Омер Озкан та його команда успішно виконали дві важливі трансплантації одночасно в Університетській лікарні Акденіз: повну пересадку обличчя та пересадку кількох кінцівок, що було зроблено вперше в Туреччині. Обличчя 19-річного мармурообробника Угура Ачара сильно обгоріло, коли він був 40-денним немовлям, коли вдома перекинулася піч.
Другу трансплантацію одночасно проводили в іншій операційній Атіллі Кавдиру, який у віці одинадцяти років втратив обидві руки та одну ногу внаслідок ураження електричним струмом, коли він доторкнувся до лінії електропередач, намагаючись відганяти птахів металевою палицею. Пересаджену праву ногу довелося ампутувати через день через ускладнення капілярного імунітету, тоді як пересаджені дві руки прижилися без проблем. Донором для обох трансплантатів був Ахмет Кайя, який потрапив під потяг в Ушаку і помер 20 січня у віці 39 років. Омер Озджан особисто забрав необхідні органи з Ушака і доставив їх в Анталію на борту літака, що належить Міністерству охорони здоров'я.
16 травня 2012 року він разом зі своєю командою провів четверту в країні трансплантацію обличчя і другу повну пересадку обличчя. Обличчя і вуха 27-річного пацієнта Турана Чолака з Ізміра були обпечені, коли він впав у піч, коли йому було три з половиною роки. Донором став Тевфік Йилмаз, 19-річний юнак з Ушака, який намагався покінчити життя самогубством 8 травня. Смерть мозку була констатована ввечері 15 травня після семи днів перебування у відділенні інтенсивної терапії.

## Сімейне життя
Одружений з Озленен Озкан, яка є доцентом того ж інституту. У подружжя є дві доньки, Зейнеп Лара та Лідія Наз.

## Нагороди
2002 р. "Юніорська премія з фундаментальних наук" на конкурсі наукових есе, Освітній фонд пластичної хірургії (PSEF).